# آنجلو ریتسولی
آنجلو ریتسولی (ایتالیایی: Angelo Rizzoli؛ ‏ تلفظ ایتالیایی: [ˈandʒelo ritˈtsɔ:li]؛ ‏ ۳۱ اکتبر ۱۸۸۹ – ۲۴ سپتامبر ۱۹۷۰) بازرگان، سرمایه‌دار، تهیه‌کننده فیلم و پدیدآور اهل ایتالیا بود.
از فیلم‌هایی که وی در تهیه آن‌ها نقش داشته است، می‌توان به رزهای قرمز، مادام دو باری، زندگی شیرین، دن کامیلو: عالی‌جناب، دن کامیلو و عالی‌جناب پپونه، بر رنگین‌کمان می‌رقصیم و هشت‌ونیم اشاره نمود.